# 祈祷性精神病
祈祷性精神病（きとうせいせいしんびょう）とは、日本の精神科医、森田正馬（森田療法で有名）が命名した精神病の一種である。当初、森田は祈祷性精神症と命名していたが、その後、日本の学会で祈祷性精神病に改名された。
迷信、まじない、祈祷や宗教的要因などで起こる精神障害であり、人格変換、宗教妄想、憑依妄想などを発し、起こる自己暗示性の精神異常である。
1915年に発表された『神経学雑誌』によるとヒステリーであるとしている。宗教の過信が原因の一つで、異常なまでの信仰の仕方による。教育を受けていない40歳以上の女性に多く、自信家で強情な性格の傾向がある。信仰の動機は「家族や自分の病気を治すため」・「家計が苦しいから」・「世の人を救うため」と悪意はない。数日から数ヶ月にわたって経過する特殊な病症と言われている。
1943年に発表された精神科医の村上仁の研究結果では、祈祷性精神病は心因性要素の顕著な変質性精神病であると定義した。
祈祷師に「これは憑き物だ」と告げられて、祈祷をすることによって発症する事例が多い。治癒後、祈祷に懲りる人もいる。

## 実例
手当て療法により、眉間への手かざしを受けることで発生する霊動という神秘体験により、祈祷性精神病になるケースが報告されている。
日本の国内においては、東北青森県の恐山（霊山）のイタコや、南は沖縄県の慣行もある。